# 切斯特納特 (伊利諾伊州)
切斯特納特（英語：Chestnut）是位於美國伊利諾伊州洛根縣的一個人口普查指定地區。

## 地理
切斯特納特的座標為40°03′12″N 89°11′06″W / 40.05333°N 89.18500°W，而該地最高點為海拔高度188米（即617英尺）。

## 人口
根據2010年美國人口普查的數據，切斯特納特的面積為0.28平方千米，當中陸地面積為0.28平方千米，而水域面積為0.00平方千米。當地共有人口246人，而人口密度為每平方千米878.57人。